# Ri rock climbing klub
Rirockclimbing je športsko penjački klub.
Športsko penjanje je disciplina koja se razvila iz alpinizma, a karakterizira je slobodno svladavanje penjačkih smjerova bez korištenja tehničke opreme osim međuosiguranja uz rušenje vlastitih psiho-fizičkih barijera. Kao takva, relativno mlada disciplina, vrlo je brzo pronašla veliki broj simpatizera i entuzijasta diljem svijeta pa i u Hrvatskoj, čiji se penjači mogu pohvaliti brojnim međunarodnim uspjesima.
Klub je osnovan koncem 2007. godine kada je upornost nekolicine lokalnih zaljubljenika u ovaj šport rezultirala osnivanjem Sportsko penjačkog kluba „Rirockclimbing“ na Drenovi, uz pomoć Mjesnog odbora Drenova i Odjela za tehničku kulturu i šport Grada Rijeke koji su klubu na korištenje ustupili prostore atomskog skloništa u ulici Ružice Mihić. Već u veljači 2008. godine, vlastitim sredstvima i volonterskim radom članova očišćene su sve prostorije i osposobljen maleni dio za treninge.
Mjesni odbor Drenova i Grad Rijeka prepoznali su rad i trud članova i uz njihovu pomoć dovršena je dvorana, sanitarni čvor te ugrađen ventilacijski sustav, što uvelike olakšava i podiže kvalitetu samih treninga. Zapušteno sklonište, volonterskim radom na čišćenju, prilagođavanju prostora kao i izgradnji bouldera (umjetne penjačke stijene), pretvoreno je u pravu malu penjačku oazu. 
Trenutno klub broji pedestak članova od dječjeg do seniorskog uzrasta, od kojih su neki već postigli odlične rezultate na natjecanjima za Prvenstvo Hrvatske.

## Rezultati
2 godine nakon osnivanja, postižu sjajne rezultate na raznim natjecanjima za Prvenstvo i Kup Hrvatske, posebno se ističe Iva Vrdoljak, koja postiže odlične rezultate, i time zaslužuje odlazak na inozemna natjecanja.